# Neoscona theisi savesi
Neoscona theisi là một phân loài nhện trong họ Araneidae.
Loài này thuộc chi Neoscona. Neoscona theisi savesi được Eugène Simon miêu tả năm 1880.

## Hình ảnh

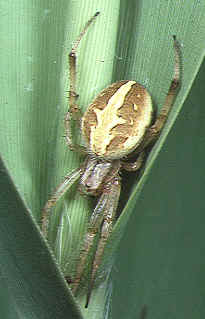
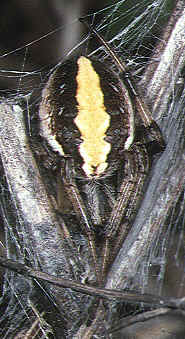
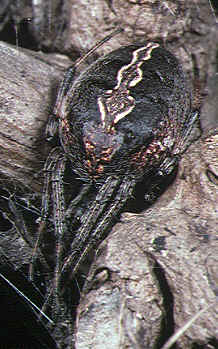
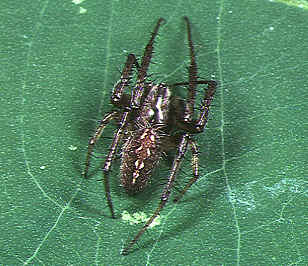